# Mie Højlund
Mie Enggrob Højlund, född 24 oktober 1997 i Randers Danmark, är en dansk handbollsspelare som spelar för Odense Håndbold i Danmark. Højlund har spelat både som mittnia, högernia och vänsternia, men  föredrar positionen som vänsternia. 

## Karriär

### Klubbhandboll
Højlund spelade i Randers HK:s ungdomslag och 2014 debuterade hon i seniorlaget. Hon gjorde totalt 30 mål under sin debutsäsong i Randers. Under de första åren var hon backup till landslagsspelaren Jane Schumacher. Hösten 2016 blev hon förstavalet på playmaker-positionen i klubben. Den säsongen vann Randers HK den danska cupen i handboll för damer med en överraskande seger över FC Midtjylland Håndbold. Hon lämnade sedan Randers för den danska toppklubben Odense Håndbold. 2019 förlängde hon kontraktet med Odense Håndbold till 2024. 2021 vann hon det danska mästerskapet för första gången.. Hon upprepade segern året efter. 

### Landslagshandboll
Højlund spelade i danska ungdomslandslaget och vann stora framgångar med en höjdpunkt då det danska laget vann U19-EM 2015 i Spanien och återigen vann  U20-VM 2016 i Ryssland. Hon vann brons vid U17-EM 2014 i Makedonien.  Hon debuterade i det danska A-landslaget den 7 oktober 2016 mot Norge. Hon blev uttagen till EM 2016 i Sverige, men valde att tacka nej på grund av att hon var upptagen med studierna. Året därpå vid VM 2017 tvingades hon också tacka nej på grund av en axelskada. Hon gjorde sin mästerskapsdebut vid EM 2018 i Frankrike och har sedan dess spelat i varje turnering. Sedan VM-slutspelet i Japan 2019 har hennes roll i det danska landslaget varit stor. Hon är känd som en hårt skjutande genombrottsspelare som tillför fart till spelet. Hon har vid flera tillfällen spelat som högernia.  Vid handbolls-EM 2020 på hemmaplan i Herning nådde hon semifinal med Danmark, men slutplaceringen blev fyra i mästerskapet. Hon var en del av det danska laget som vann bronsmedaljer vid världsmästerskapen i handboll för damer 2021 i Spanien och världsmästerskapet i handboll för damer 2023 i Danmark/Norge/Sverige. Vid EM 2022 vann hon silver efter finalförlust mot Norge. Vid OS i Paris vann hon en bronsmedalj. Hon har 10 augusti 2024 spelat 108 landskamper för Danmark.

## Meriter
- Danska ligan  2021, 2022

- DHF:s Pokalturnering  2016 och 2020[8]

## Individuella utmärkelser
- Årets ungdomsspelare i Damehåndboldligaen: 2015/2016[9] och 2016/2017